# 馬提尼克足球協會
馬提尼克足球協會是專門管轄馬提尼克足球事務的組織。馬提尼克球協會成立於1953年，並未加入國際足協。但它是中北美洲及加勒比海足球協會和加勒比海足球聯盟的成員。

## 外部連結
- 官方網頁 （页面存档备份，存于）

1. ↑  . CONCACAF.   [17 March 2021]. （原始内容存档于2018-07-04）.